# Nils Wester (hovrättsråd)
Nils Wester, död 16 november 1744, var ett svenskt hovrättsråd.
Nils Wester var son till brukspatronen Peder Andersson Wester och Christina Warnmark som var dotter till råd- och handelsmannen Olof Nilsson Warnmark. Från 1716 till 1718 var han assessor vid Svea hovrätt.
Wester var gift med friherrinnan Juliana Charlotta Kruuse af Verchou.